# Кокода
Кокода — місто-станція в провінції Оро в Папуа-Новій Гвінеї.
Кокода знаходиться в межах адміністративного підрозділу Kokoda Rural LLG. 

## Історія
Британська колоніальна адміністрація вирішила, що для підпорядкування регіону потрібна база місцевої поліції Папуа, і в 1904 році була заснована урядова станція Кокода.
У 1930-х роках недалеко від Кокоди здійснювався видобуток золота. Під час Другої світової війни у цій місцевості відбулася однойменна битва за Кокоду. У тій битві місто мало стратегічне значення, оскільки тут був розташований єдиний аеродром уздовж траси Кокода. 

## Населення
За даними на 2013 рік чисельність населення міста становила 7446 осіб.
| 1990 | 2013 |
| ---- | ---- |
| 4000 | 7446 |

## Клімат
Кокода має тропічний клімат вологих лісів з сильними опадами впродовж усього року.
| Клімат Kokoda           | Клімат Kokoda | Клімат Kokoda | Клімат Kokoda | Клімат Kokoda | Клімат Kokoda | Клімат Kokoda | Клімат Kokoda | Клімат Kokoda | Клімат Kokoda | Клімат Kokoda | Клімат Kokoda | Клімат Kokoda | Клімат Kokoda |
| Показник                | Січ.          | Лют.          | Бер.          | Квіт.         | Трав.         | Черв.         | Лип.          | Серп.         | Вер.          | Жовт.         | Лист.         | Груд.         |               |
| Середній максимум, °C   | 31,7          | 31,5          | 31,3          | 30,6          | 30,3          | 29,5          | 29,2          | 29,4          | 30,1          | 31,1          | 31,3          | 31,5          |               |
| Середня температура, °C | 26,2          | 26,0          | 25,9          | 25,4          | 25,3          | 24,6          | 24,2          | 24,3          | 24,8          | 25,4          | 25,6          | 25,9          |               |
| Середній мінімум, °C    | 20,8          | 20,6          | 20,6          | 20,3          | 20,4          | 19,8          | 19,2          | 19,2          | 19,6          | 19,7          | 19,9          | 20,4          |               |
| Норма опадів, мм        | 389           | 376           | 372           | 323           | 280           | 169           | 180           | 196           | 276           | 383           | 370           | 401           |               |
| ----------------------- | ------------- | ------------- | ------------- | ------------- | ------------- | ------------- | ------------- | ------------- | ------------- | ------------- | ------------- | ------------- | ------------- |